# Ludmilla von Böhmen

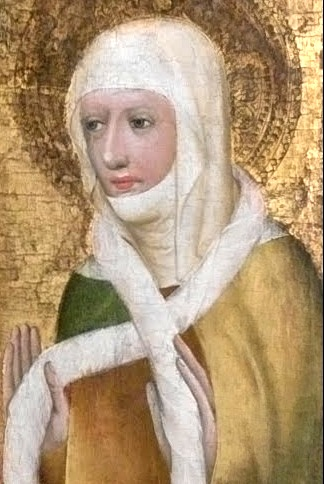
Ludmilla auf dem Votivbild des Prager Erzbischofs Johann Očko von Wlaschim, um 1370

Die heilige Ludmilla von Böhmen (auch Lidmilla, tschechisch Svatá Ludmila, selten auch Lidmila, * zwischen 855 und 860 wahrscheinlich in Mělník; † 15. September 921 in Tetín) war eine böhmische Fürstin. Sie war die erste christliche Herrscherin und ist die erste Heilige des Landes. Während ihrer Lebenszeit wurde der Grundstein für die Christianisierung gelegt und die Machtbasis der Přemyslidendynastie geschaffen. Das Leben der Großmutter und Erzieherin des heiligen Wenzel wurde in vielen Legenden beschrieben, die grundlegende Quellen zur Geschichte Böhmens im 9. und 10. Jahrhundert sind.

## Quellenlage

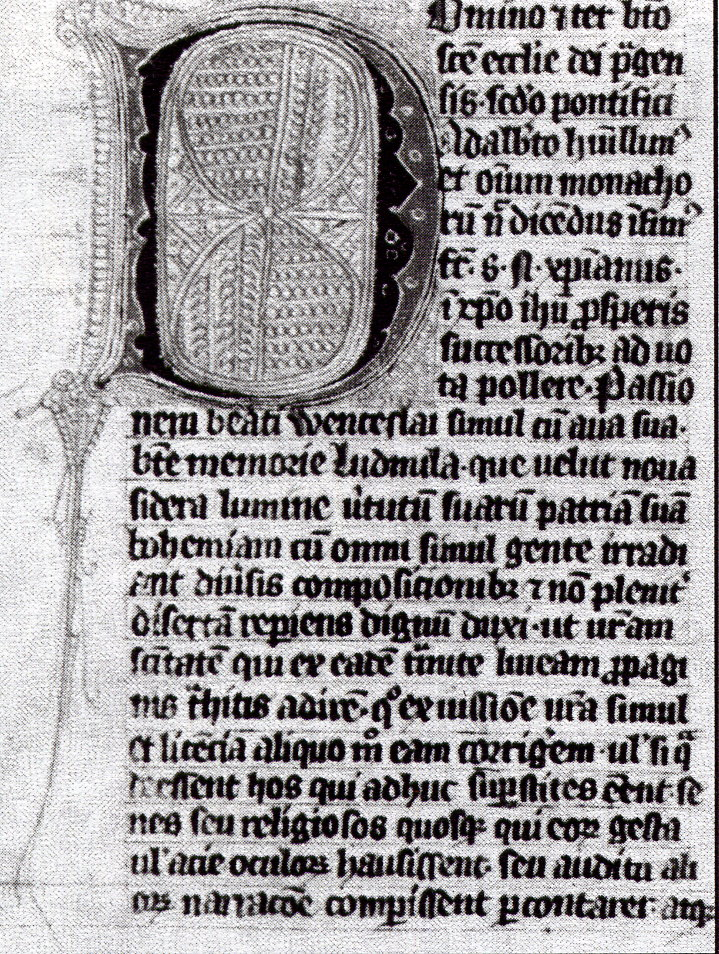
Die Legende Christians in der Draschitzer Handschrift G5, der ältesten kompletten Textfassung, entstanden um 1340

### Taufe

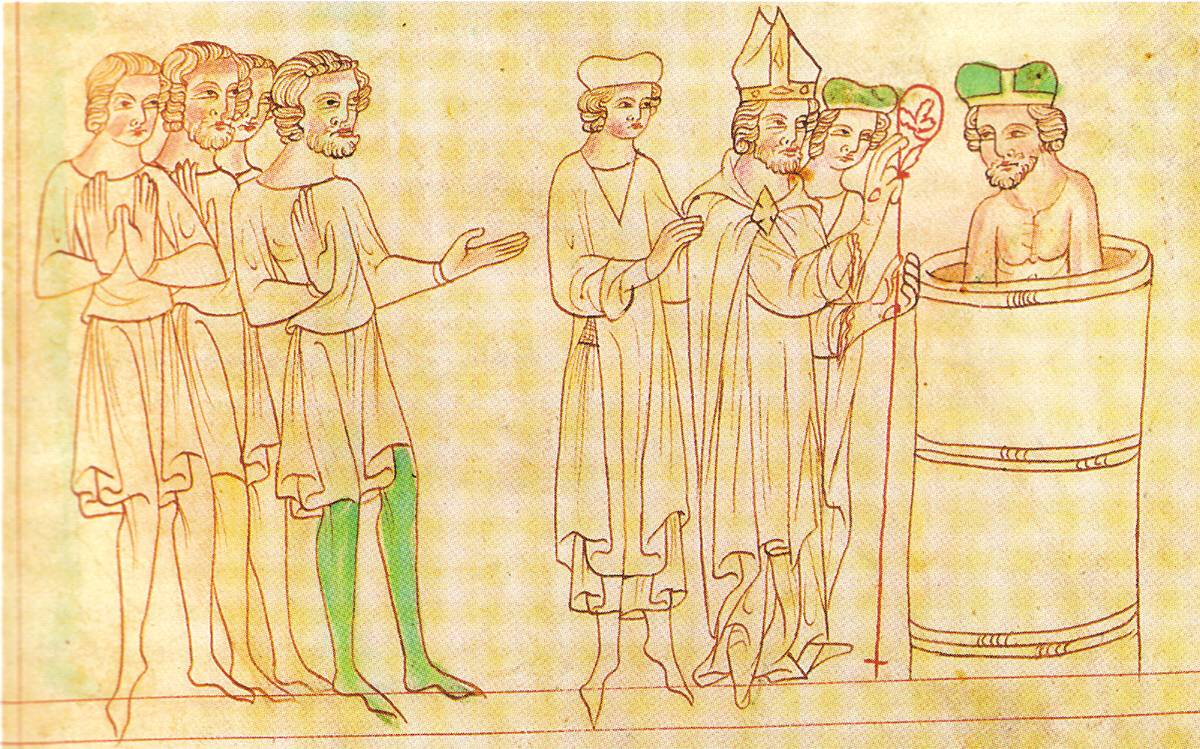
Die Taufe Bořivojs in Mähren. Velislaus-Bibel, 1. Hälfte des 14. Jahrhunderts

### Witwenstand

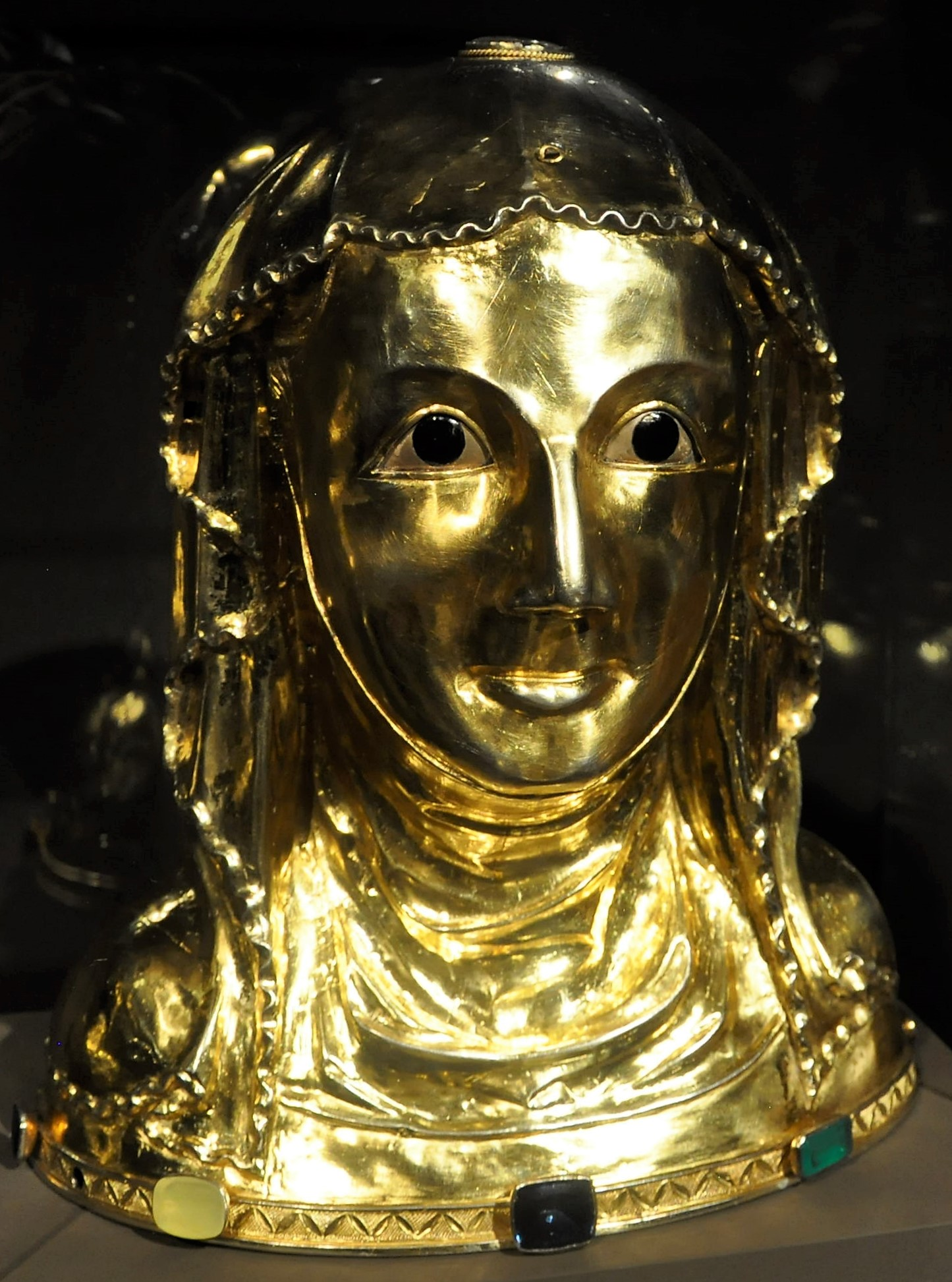
Kopfreliquiar der Ludmilla von Böhmen aus dem 14. Jahrhundert, Prager Domschatz

### Tod

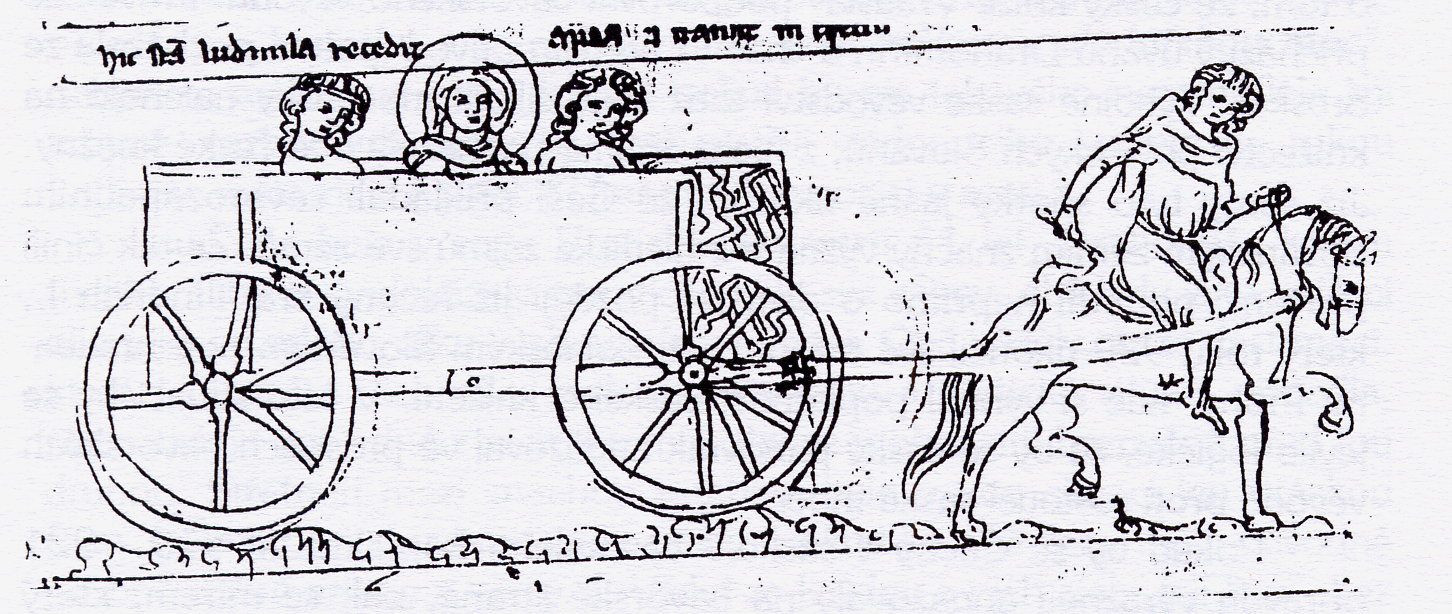
Die hl. Ludmilla flieht nach Tetín. Velislaus-Bibel, 1. Hälfte des 14. Jahrhunderts

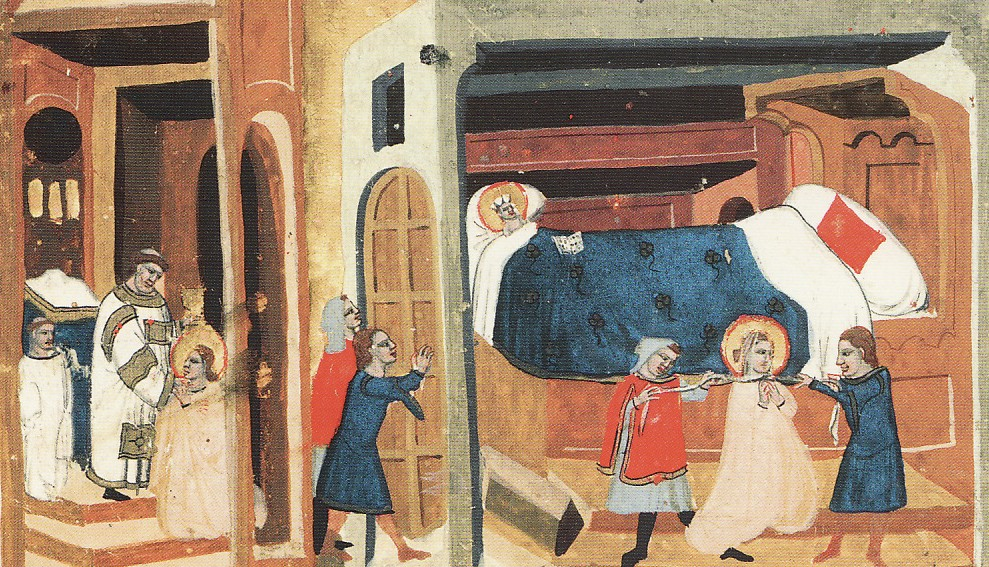
Der Tod der hl. Ludmilla in Tetín in einer Illustration der lateinischen Übersetzung der Dalimil-Chronik vom Anfang des 14. Jahrhunderts

## Verehrung

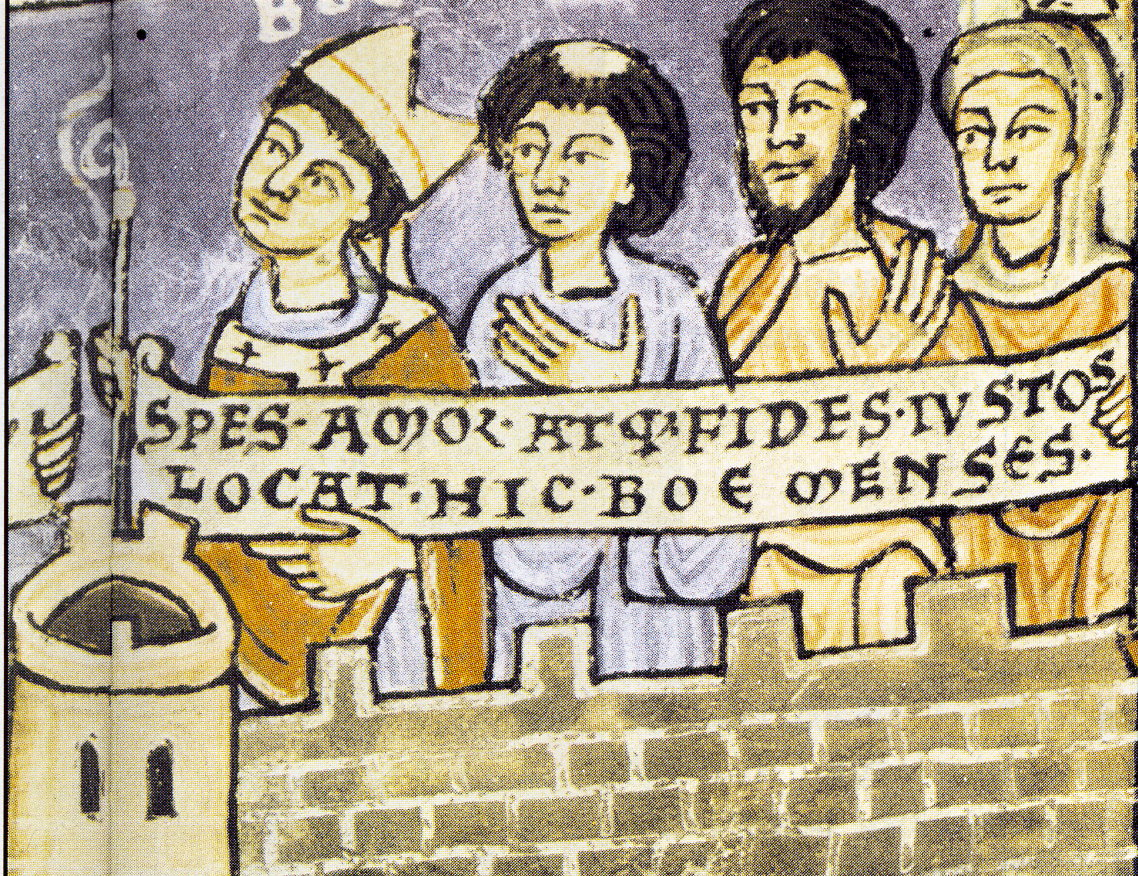
Die vier Landespatrone Böhmens in einer Abschrift des Werkes De civitate dei des hl. Augustinus. Prager Kapitularhandschrift, 1197–1214